# Lượt tải trang
Một lượt tải trang (page view) là một lượt yêu cầu tải một trang web đơn lẻ trong một trang web lớn. Một lượt yêu cầu tải trang có thể xuất phát từ việc nhấn vào một đường dẫn trên một trang web khác tới trang được yêu cầu. Khái niệm này khác với "hit", liên quan đến việc yêu cầu tải bất kì một tệp tin nào từ hệ thống máy chủ của trang web. Bởi vậy có thể xảy ra trường hợp có nhiều hit trên mỗi lượt tải trang bởi trang web có thể được tạo nên từ nhiều tệp khác nhau. Lượt tải trang là một số được ghi lại trong hệ thống phân tích website.
Số lượt tải trang không phải thể hiện số người truy cập vào website. Vì một người có thể thực hiện nhiều lượt tải trang trên cùng một trang web trong một khoảng thời gian.